# Eunidia stramentosipennis
Eunidia stramentosipennis är en skalbaggsart som beskrevs av Stefan von Breuning 1954. Eunidia stramentosipennis ingår i släktet Eunidia och familjen långhorningar.
Artens utbredningsområde är Kenya. Inga underarter finns listade i Catalogue of Life.